# Ippodromo Savio
Ippodromo Savio är en travbana i Cesena i regionen Emilia-Romagna i Italien.

## Om banan
Ippodromo Savios totala yta är 130 000 kvadratmeter, varav 36 000 kvadratmeter är tillgängliga för publik.
Huvudbanan är 800 meter lång och har en maximal bredd på 23,6 meter på raksträckorna och minst 16,6 meter i kurvorna. Banans raksträckor har en genomsnittlig dosering på 5,11%, och en maximal dosering på 11,45% i kurvorna. På anläggningen finns även en träningsbana som är 700 meter lång.
Stallbacken har ca 390 boxplatser för hästar, och har även en veterinärsklinik i anslutning. Publikområdet rymmer ca 10 000 åskådare och har ca 3 000 sittplatser under tak.

## Större lopp
Banans största lopp är Grupp 1-loppet Gran Premio Campionato Europeo, som körs över 1 660 meter i september. Loppet är öppet för 4-åriga och äldre varmblodiga travhästar och räknas som ett av Italiens största travlopp. Bland framstående vinnare kan bland annat Arazi Boko, Ringostarr Treb, Camilla Highness, Digger Crown och Igor Brick nämnas.